# Бондола
Бондола - швейцарський сорт винограду, який в основному вирощується в регіоні Тічино.

## Походження та географічний розподіл
Походить Бондола з півдня Швейцарії і культивується на півночі Монте Ceneri Пасс в Тічино, приблизно  на площі 9 га.

## Ампелографічні символи
- Кінець молодої білої бавовняної гілочки.
- Молоді пухові листя з бронзовими вкрапленнями.
- Дозріле листя, від 3 до 5 часточок з верхніми пазухами, відкритими увігнутими днищами, відкритою V-подібною черешковою пазухою, кутовими, середніми зубами, пуховою та опушеною лопаткою.

## Технологічний потенціал
Грона та ягоди середні за розміром. Скупчення циліндричне або пірамідальне середньої щільності. Ягода соковита, шкура середньої товщини. Сорт винограду має добру силу, але нерегулярну родючість. Він сприйнятливий до гниття через тонку плівку. Срок дозрівання середній
З цього сорту винограду отримують інтенсивні червоні вина, помірно алкогольні та з достатньою кислотністю. Якість вина поступається Мерло. Хоча  Бондолу часто і замінювали Мерло .
Вино, змішане з місцевими  сортами винограду,  пропонують під назвою nostrano .

## Синоніми
Блуза Touch, БлузкаTL Синя, Бунд, Бандала Нера, Бондлетта, Брігер, Бригель, Бундуле, Шайль, Лонгберд, Моренкеніг.
Червону молитву іноді також називають бонда, звідси певна плутанина.

## Дивіться також
- Виноградарство в Італії
- Виноградарство в Швейцарії